# 葛藍喬安娜
葛藍喬安娜（英語：Joanna Garland，2001年7月16日—），台灣、英國混血兒，女子網球運動員，代表中華台北出戰。葛藍喬安娜在ITF女子世界網球巡迴賽有16個單打和3個雙打冠軍。

## 生平
葛藍喬安娜出生在英國斯蒂夫尼奇，父親是英國人、母親來自台灣，在她10歲的時候全家遷移到了台灣。
2016年，她在高雄舉行的台灣U18網球錦標賽上獲得冠軍。但葛藍喬安娜得父母因故兩地分居，她的父親和她一起住在台灣協助她的網球生涯，而她的母親則回到斯蒂夫尼奇幫助照顧葛藍喬安娜的祖父母以及兄弟們。